# 1914年臺灣
|        | 臺灣歷史 \| 台灣歷史年表 |
| 世纪： | 19世纪臺灣 \| 20世纪臺灣 \| 21世纪臺灣 |
| 年代： | 1880年代臺灣 \| 1890年代臺灣 \| 1900年代臺灣 \| 1910年代臺灣 \| 1920年代臺灣 \| 1930年代臺灣 \| 1940年代臺灣                                           |
| 年份： | 1909年臺灣 \| 1910年臺灣 \| 1911年臺灣 \| 1912年臺灣 \| 1913年臺灣 \| 1914年臺灣 \| 1915年臺灣 \| 1916年臺灣 \| 1917年臺灣 \| 1918年臺灣 \| 1919年臺灣 |
| 纪年： | 甲寅年（虎年）、日本大正3年 |

1914年台灣，有日本人野島銀藏在3月21日於臺北進行飛行表演，開啟了臺灣航空史的開端，該日並被臺灣總督府訂為臺灣航空紀念日。

## 政府

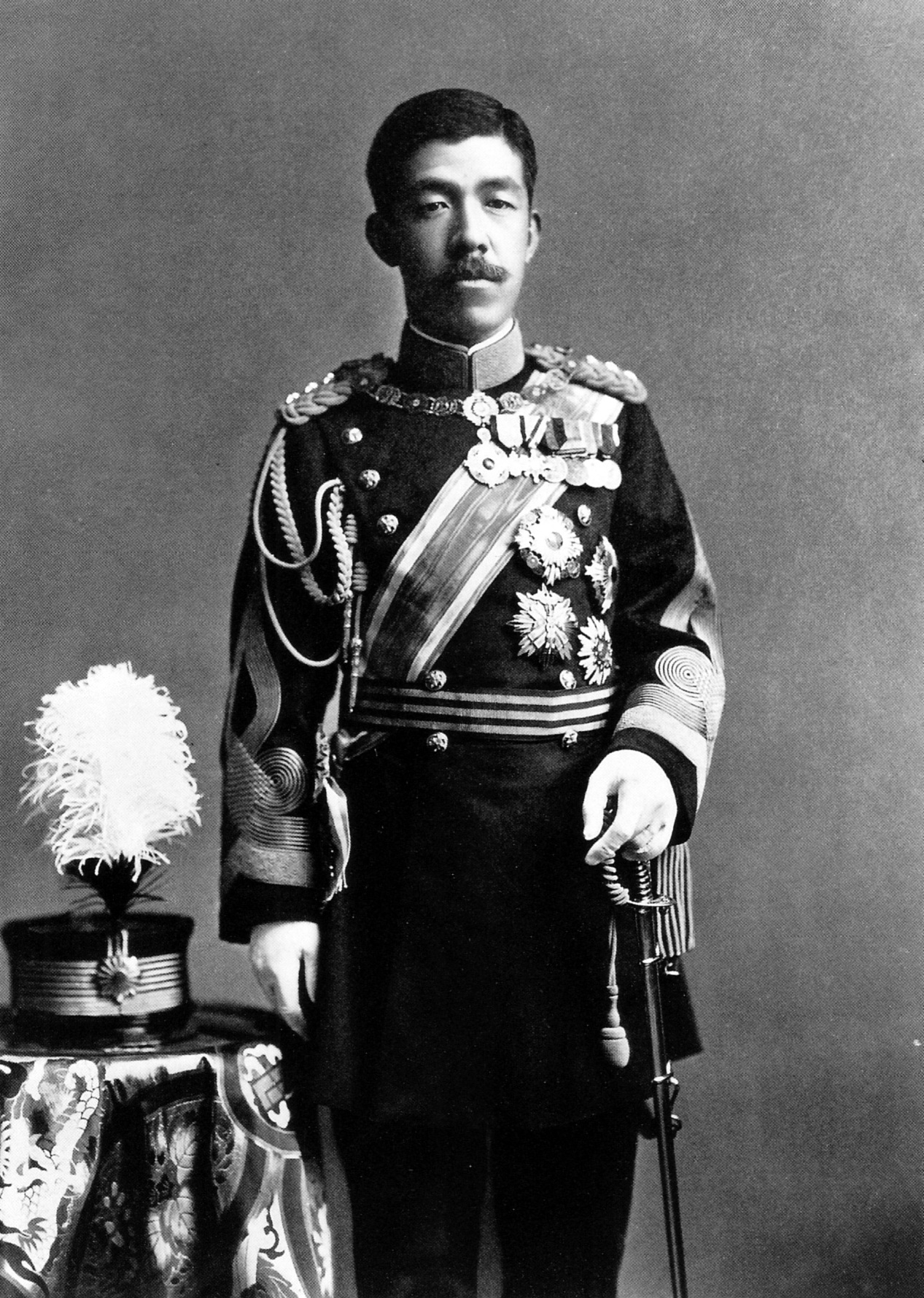
天皇：大正天皇
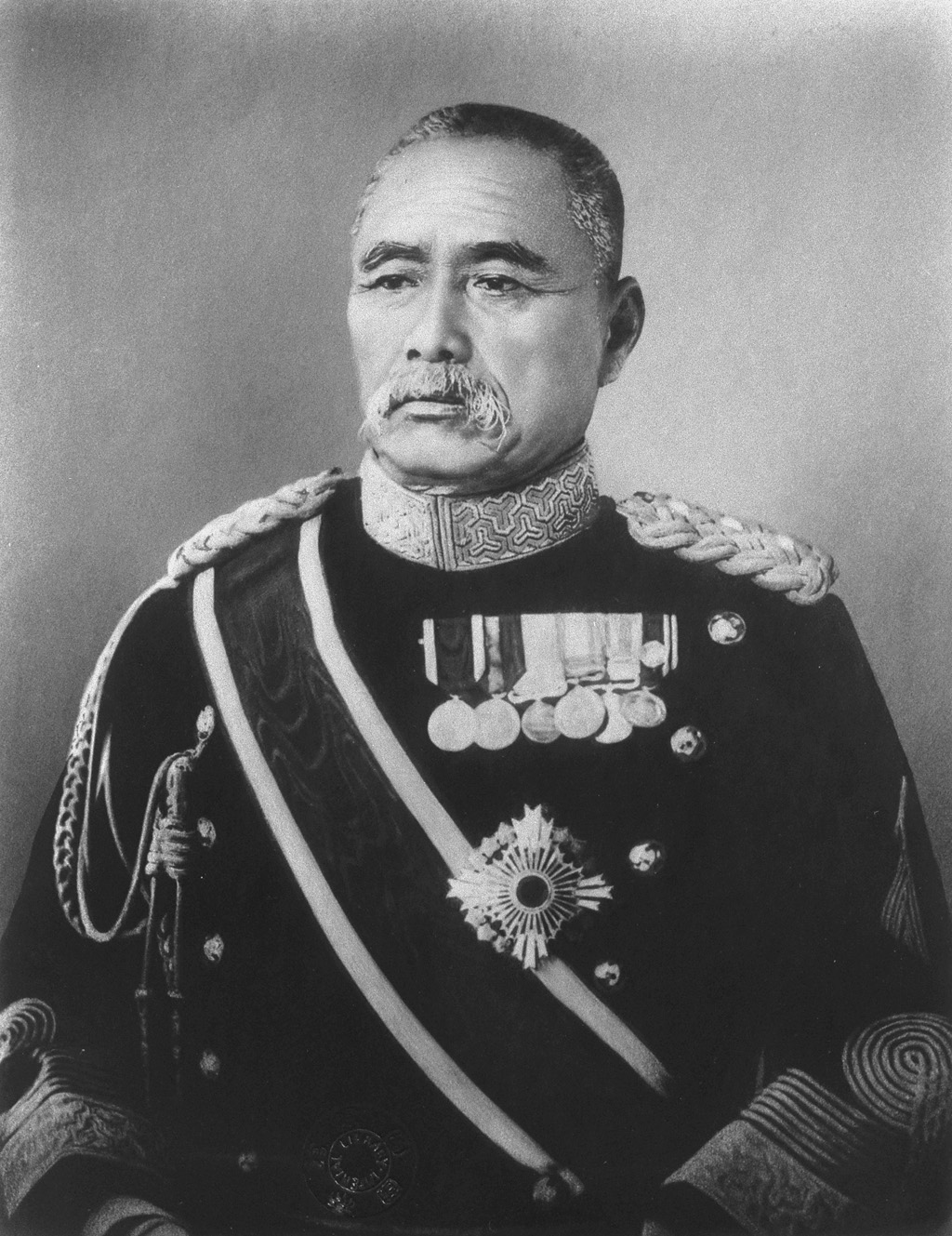
臺灣總督：佐久間左馬太
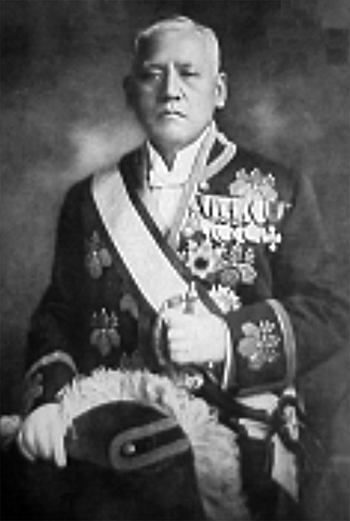
民政長官：內田嘉吉

## 大事記
- 2月15日——屏東線開通式
- 3月21日——日本人野島銀藏於10點37分駕駛雙翼螺旋槳複葉座機「隼鷹號」升空至高度100公尺處盤旋四分鐘後降落，該日被臺灣總督府訂為臺灣航空紀念日[2][1]。
- 5月7日——六甲事件
- 5月17日——太魯閣戰爭爆發。
- 8月28日——太魯閣戰爭結束。
- 11月7日——臺北日之丸館大火
- 11月22日——板垣退助來臺[3]:194。
- 12月20日——臺灣同化會成立[3]:194。

## 出生
- 2月9日——林瓊瑤，企業家，曾任國大代表。（1979年逝世）
- 4月1日——林芳年，作家。鹽分地帶文學家「北門七子」之一。（1989年逝世）
- 8月20日——黃彰輝，台灣基督長老教會牧師，曾任台南神學院院長。（1988年逝世）
- 8月25日——呂赫若，日治時期作家，1951年於鹿窟基地死亡。著有〈牛車〉。（1951年逝世）
- 10月14日——洪遜欣，法律學者。日治時期曾任廣島、岡山判事，戰後出任台灣大學法律系教授、中華民國司法院大法官。（1981年逝世）
- 12月3日——鍾謙順，台灣獨立運動參與者，白色恐怖時期多次遭國民黨政府逮捕入獄。（1986年逝世）
- 12月16日——蘭大弼，醫師與長老教會傳教士，彰化基督教醫院榮譽院長，蘭大衛之子。（2010年逝世）
- 生日不詳——林修二，詩人。（1944年逝世）

## 逝世
- 3月3日——羅福星，生於荷属东印度巴達維亞（今印尼雅加達），台灣抗日運動領導人之一，苗栗事件當事人。被台灣總督府處絞刑。（1886年出生）